# 2012-es UNICEF Open
A 2012-es UNICEF Open tenisztornát a hollandiai ’s-Hertogenboschban rendezték meg 2012. június 17. és 23. között. A férfiak számára 2012-ben az ATP World Tour 250 Series, a nők számára pedig az International kategóriába tartozott a verseny, amelynek a 38. kiadására került sor. A mérkőzéseket füves pályákon játszották.

## Győztesek
A férfiak egyéni küzdelmeit az első kiemelt David Ferrer nyerte meg, a 69 percig tartó döntőben 6–3, 6–4-re legyőzve a selejtezőből érkező Philipp Petzschnert. Ferrer a negyedik tornagyőzelmét szerezte meg ebben a szezonban, januárban Aucklandben, februárban Buenos Airesben, március elején pedig Acapulcóban diadalmaskodott. Ezen a versenyen 2008 után másodszor sikerült nyernie, összességében pedig pályafutása tizenötödik egyéni tornagyőzelmét aratta, amellett, hogy ugyanennyi döntőt el is veszített. Petzschnernek ez volt a harmadik fináléja, közülük egyet sikerült megnyernie, 2008-ban Bécsben.
A nőknél – játszmát sem veszítve a torna során – a nyolcadik kiemelt Nagyja Petrova diadalmaskodott, a fináléban 6–4, 6–3-ra legyőzve a kvalifikációból feljutó lengyel Urszula Radwańskát. Petrova pályafutása huszonkettedik döntőjét játszotta egyéniben, ebből a tizenegyediket fejezte be győztesen, füves borításon az elsőt. Sikerével 2011 márciusa óta először került vissza a TOP 20-ba. Radwańska karrierje első egyéni WTA-döntőjét játszotta, amivel a hatvannegyedikről az ötvennegyedik helyre jött fel a világranglistán.
Párosban a férfiaknál – szintén szettveszteség nélkül – az első kiemelt Robert Lindstedt–Horia Tecău-kettős győzedelmeskedett, a 73 percig tartó döntőben 6–3, 7–6(1)-ra felülmúlva a Juan Sebastián Cabal–Dmitrij Turszunov-párost. Lindstedt és Tecău 2010 után másodszor nyerte meg ezt a versenyt. 2012-ben már a negyedik döntőjüket játszották, áprilisban a bukaresti tornán diadalmaskodtak, februárban a rotterdami, májusban a madridi viadalt veszítették el. Cabal és Turszunov először jutottak be együtt fináléba, összességében előbbi játékos öt győzelmet és öt vereséget, utóbbi két vereséget jegyezhet ezzel a döntővel együtt.
A női párosok küzdelme az első kiemelt Sara Errani–Roberta Vinci-kettős sikerével ért véget. A két olasz játékos a döntőben 6–4, 3–6, [11–9]-re győzte le a második kiemelt Marija Kirilenko–Nagyja Petrova-párost. Errani és Vinci a hetedik tornagyőzelmüket szerezték meg a 2012-es szezonban, s zsinórban a huszonharmadik mérkőzésüket fejezték be sikerrel.

## Döntők

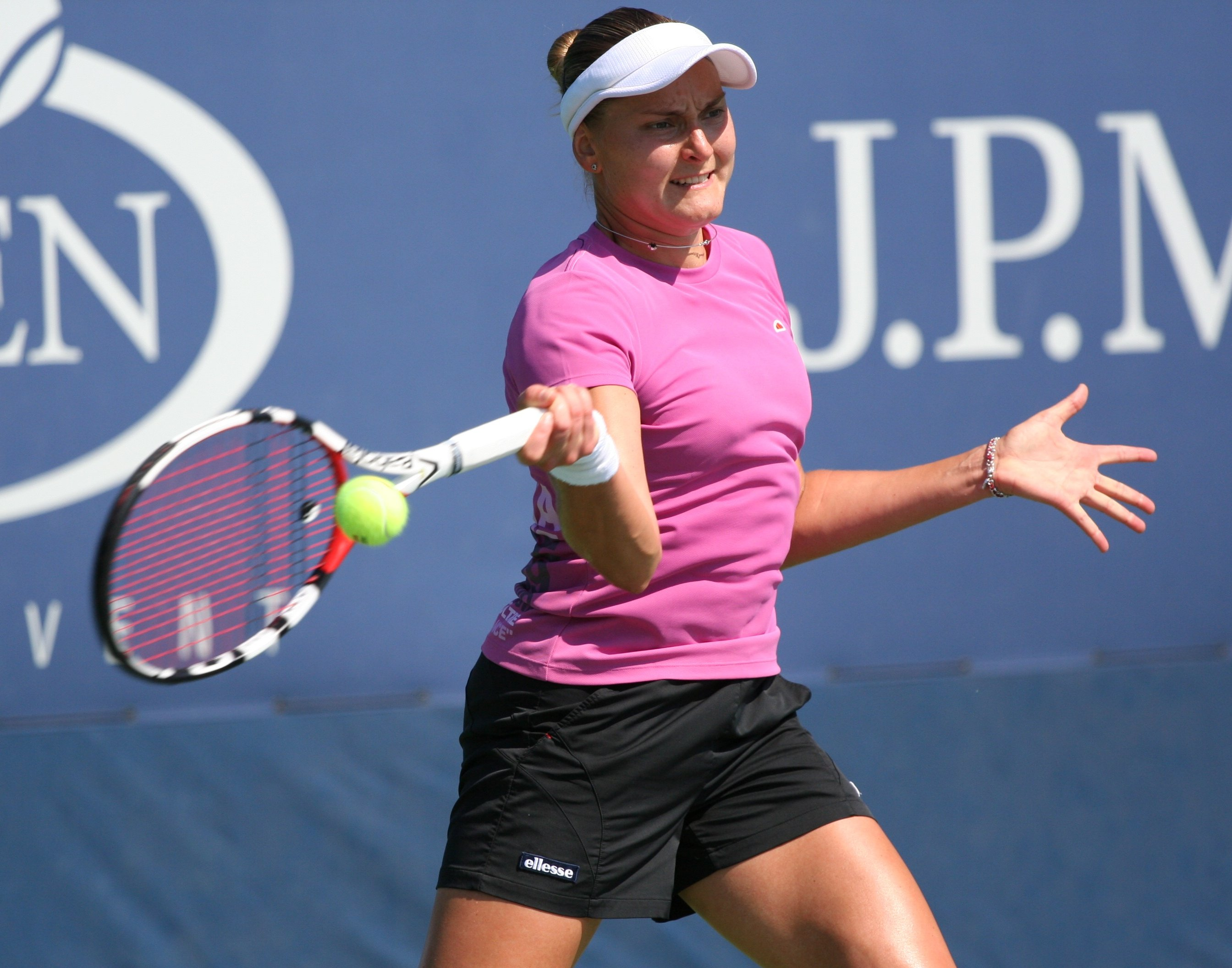
Petrova pályafutása tizenegyedik egyéni diadalát aratta

### Férfi egyes
David Ferrer –  Philipp Petzschner 6–3, 6–4

### Női egyes
Nagyja Petrova –  Urszula Radwańska 6–4, 6–3

### Férfi páros
Robert Lindstedt /  Horia Tecău –  Juan Sebastián Cabal /  Dmitrij Turszunov 6–3, 7–6(1)

### Női páros
Sara Errani /  Roberta Vinci –  Marija Kirilenko /  Nagyja Petrova 6–4, 3–6, [11–9]

## Világranglistapontok
| Eredmény           | Férfi egyes | Férfi páros | Női egyes | Női páros |
| ------------------ | ----------- | ----------- | --------- | --------- |
| Győzelem           | 250         | 250         | 280       | 280       |
| Döntő              | 150         | 150         | 200       | 200       |
| Elődöntő           | 90          | 90          | 130       | 130       |
| Negyeddöntő        | 45          | 45          | 70        | 70        |
| 16 között          | 20          | 0           | 30        | 1         |
| 32 között          | 0           | –           | 1         | –         |
| Főtáblára jutás    | 12          | –           | 16        | –         |
| Selejtező (döntő)  | 6           | –           | 10        | –         |
| Selejtező (2. kör) | 0           | –           | –         | –         |
| Selejtező (1. kör) | 0           | –           | 6         | –         |

## Pénzdíjazás
A torna összdíjazása a férfiaknál 450 000 euró, a nőknél a többi International versenyhez hasonlóan 220 000 amerikai dollár volt.
| Eredmény           | Férfi egyes | Férfi páros | Női egyes | Női páros |
| ------------------ | ----------- | ----------- | --------- | --------- |
| Győzelem           | 68 220 €    | 21 800 €    | 37 000 $  | 11 000 $  |
| Döntő              | 35 920 €    | 11 480 €    | 19 000 $  | 5750 $    |
| Elődöntő           | 19 460 €    | 6220 €      | 10 200 $  | 3100 $    |
| Negyeddöntő        | 11 085 €    | 3560 €      | 5625 $    | 1650 $    |
| 16 között          | 6530 €      | 2090 €      | 3100 $    | 860 $     |
| 32 között          | 3870 €      | –           | 1825 $    | –         |
| Selejtező (döntő)  | 660 €       | –           | 850 $     | –         |
| Selejtező (2. kör) | 315 €       | –           | –         | –         |
| Selejtező (1. kör) | 0 €         | –           | 440 $     | –         |